# Atarfe (kommunhuvudort)
Atarfe är en kommunhuvudort i Spanien. Den ligger i provinsen Provincia de Granada och regionen Andalusien, i den södra delen av landet, 400 km söder om huvudstaden Madrid. Atarfe ligger 613 meter över havet och antalet invånare är 15 399.
Terrängen runt Atarfe är platt åt sydväst, men åt nordost är den kuperad. Runt Atarfe är det mycket tätbefolkat, med 1 056 invånare per kvadratkilometer. Närmaste större samhälle är Granada, 8,2 km sydost om Atarfe. Trakten runt Atarfe består till största delen av jordbruksmark.